# Intertoto-Cup 1990
Der 24. Intertoto-Cup wurde im Jahr 1990 ausgespielt. Das Turnier wurde mit 44 Mannschaften ausgerichtet.

## Gruppenphase

### Gruppe 1
| Pl. | Verein           | Sp. | S | U | N | Tore    | Diff. | Punkte |
| --- | ---------------- | --- | - | - | - | ------- | ----- | ------ |
| 1.  | Neuchâtel Xamax  | 6   | 5 | 0 | 1 | 009:200 | +7    | 10:20  |
| 2.  | Sparta Prag      | 6   | 4 | 1 | 1 | 013:900 | +4    | 09:30  |
| 3.  | Lyngby BK        | 6   | 2 | 0 | 4 | 009:120 | −3    | 04:80  |
| 4.  | FC Admira/Wacker | 6   | 0 | 1 | 5 | 007:150 | −8    | 01:11  |

|                  | Schweiz | Tschechoslowakei | Danemark | Osterreich |
| ---------------- | ------- | ---------------- | -------- | ---------- |
| Neuchâtel Xamax  |         | 0:1              | 2:0      | 1:0        |
| Sparta Prag      | 0:3     |                  | 1:0      | 4:1        |
| Lyngby BK        | 1:2     | 2:4              |          | 4:2        |
| FC Admira/Wacker | 0:1     | 3:3              | 1:2      |            |

### Gruppe 2
| Pl. | Verein             | Sp. | S | U | N | Tore    | Diff. | Punkte |
| --- | ------------------ | --- | - | - | - | ------- | ----- | ------ |
| 1.  | FC Swarovski Tirol | 6   | 4 | 1 | 1 | 012:600 | +6    | 09:30  |
| 2.  | VfL Bochum         | 6   | 3 | 1 | 2 | 008:600 | +2    | 07:50  |
| 3.  | FC St. Gallen      | 6   | 3 | 1 | 2 | 008:700 | +1    | 07:50  |
| 4.  | Slawia Sofia       | 6   | 0 | 1 | 5 | 003:120 | −9    | 01:11  |

|                    | Osterreich | Deutschland Bundesrepublik | Schweiz | Bulgarien 1971 |
| ------------------ | ---------- | -------------------------- | ------- | -------------- |
| FC Swarovski Tirol |            | 1:0                        | 1:1     | 4:1            |
| VfL Bochum         | 2:3        |                            | 2:1     | 1:0            |
| FC St. Gallen      | 2:1        | 0:2                        |         | 2:1            |
| Slawia Sofia       | 0:2        | 1:1                        | 0:2     |                |

### Gruppe 3
| Pl. | Verein              | Sp. | S | U | N | Tore    | Diff. | Punkte |
| --- | ------------------- | --- | - | - | - | ------- | ----- | ------ |
| 1.  | Lech Posen          | 6   | 5 | 0 | 1 | 015:700 | +8    | 10:20  |
| 2.  | Maccabi Haifa       | 6   | 3 | 2 | 1 | 014:500 | +9    | 08:40  |
| 3.  | Siófoki Bányász SE  | 6   | 2 | 1 | 3 | 005:900 | −4    | 05:70  |
| 4.  | Bne Jehuda Tel Aviv | 6   | 0 | 1 | 5 | 005:180 | −13   | 01:11  |

|                     | Polen | Israel | Ungarn | Israel |
| ------------------- | ----- | ------ | ------ | ------ |
| Lech Posen          |       | 1:0    | 3:1    | 3:0    |
| Maccabi Haifa       | 4:2   |        | 3:0    | 2:2    |
| Siófoki Bányász SE  | 0:2   | 0:0    |        | 3:1    |
| Bne Jehuda Tel Aviv | 2:4   | 0:5    | 0:1    |        |

### Gruppe 4
| Pl. | Verein               | Sp. | S | U | N | Tore    | Diff. | Punkte |
| --- | -------------------- | --- | - | - | - | ------- | ----- | ------ |
| 1.  | ŠK Slovan Bratislava | 6   | 4 | 1 | 1 | 017:300 | +14   | 09:30  |
| 2.  | Vejle BK             | 6   | 4 | 1 | 1 | 011:900 | +2    | 09:30  |
| 3.  | IFK Norrköping       | 6   | 1 | 2 | 3 | 009:160 | −7    | 04:80  |
| 4.  | MTK-VM SK Budapest   | 6   | 1 | 0 | 5 | 005:140 | −9    | 02:10  |

|                      | Tschechoslowakei | Danemark | Schweden | Ungarn |
| -------------------- | ---------------- | -------- | -------- | ------ |
| ŠK Slovan Bratislava |                  | 5:1      | 7:0      | 2:0    |
| Vejle BK             | 1:0              |          | 2:2      | 4:1    |
| IFK Norrköping       | 1:1              | 1:2      |          | 2:0    |
| MTK-VM SK Budapest   | 0:2              | 0:1      | 4:3      |        |

### Gruppe 5
| Pl. | Verein               | Sp. | S | U | N | Tore    | Diff. | Punkte |
| --- | -------------------- | --- | - | - | - | ------- | ----- | ------ |
| 1.  | Malmö FF             | 6   | 3 | 2 | 1 | 010:400 | +6    | 08:40  |
| 2.  | 1. FC Kaiserslautern | 6   | 2 | 3 | 1 | 011:900 | +2    | 07:50  |
| 3.  | Energie Cottbus      | 6   | 3 | 1 | 2 | 010:100 | ±0    | 07:50  |
| 4.  | Bohemians ČKD Prag   | 6   | 0 | 2 | 4 | 002:100 | −8    | 02:10  |

|                      | Schweden | Deutschland Bundesrepublik | Deutschland Demokratische Republik 1949 | Tschechoslowakei |
| -------------------- | -------- | -------------------------- | --------------------------------------- | ---------------- |
| Malmö FF             |          | 1:1                        | 5:0                                     | 1:0              |
| 1. FC Kaiserslautern | 3:1      |                            | 2:2                                     | 1:1              |
| Energie Cottbus      | 0:2      | 4:0                        |                                         | 2:0              |
| Bohemians ČKD Prag   | 0:0      | 0:4                        | 1:2                                     |                  |

### Gruppe 6
| Pl. | Verein        | Sp. | S | U | N | Tore    | Diff. | Punkte |
| --- | ------------- | --- | - | - | - | ------- | ----- | ------ |
| 1.  | GAIS Göteborg | 6   | 3 | 2 | 1 | 013:700 | +6    | 08:40  |
| 2.  | Brøndby IF    | 6   | 3 | 1 | 2 | 015:110 | +4    | 07:50  |
| 3.  | Karlsruher SC | 6   | 2 | 1 | 3 | 012:120 | ±0    | 05:70  |
| 4.  | Hansa Rostock | 6   | 2 | 0 | 4 | 007:170 | −10   | 04:80  |

|               | Schweden | Danemark | Deutschland Bundesrepublik | Deutschland Demokratische Republik 1949 |
| ------------- | -------- | -------- | -------------------------- | --------------------------------------- |
| GAIS Göteborg |          | 3:2      | 1:1                        | 2:1                                     |
| Brøndby IF    | 1:1      |          | 4:1                        | 2:0                                     |
| Karlsruher SC | 2:0      | 3:4      |                            | 4:1                                     |
| Hansa Rostock | 0:6      | 3:2      | 2:1                        |                                         |

### Gruppe 7
| Pl. | Verein                | Sp. | S | U | N | Tore    | Diff. | Punkte |
| --- | --------------------- | --- | - | - | - | ------- | ----- | ------ |
| 1.  | FC Luzern             | 6   | 4 | 1 | 1 | 013:800 | +5    | 09:30  |
| 2.  | FC Nitra              | 6   | 2 | 3 | 1 | 006:300 | +3    | 07:50  |
| 3.  | Örebro SK             | 6   | 2 | 2 | 2 | 008:600 | +2    | 06:60  |
| 4.  | Tatabányai Bányász SC | 2   | 0 | 2 | 0 | 007:170 | −10   | 02:20  |

|                       | Schweiz | Tschechoslowakei | Schweden | Ungarn |
| --------------------- | ------- | ---------------- | -------- | ------ |
| FC Luzern             |         | 1:1              | 3:0      | 3:2    |
| FC Nitra              | 0:2     |                  | 1:0      | 4:0    |
| Örebro SK             | 2:0     | 0:0              |          | 5:1    |
| Tatabányai Bányász SC | 3:4     | 0:0              | 1:1      |        |

### Gruppe 8
| Pl. | Verein               | Sp. | S | U | N | Tore    | Diff. | Punkte |
| --- | -------------------- | --- | - | - | - | ------- | ----- | ------ |
| 1.  | First Vienna FC 1894 | 6   | 3 | 2 | 1 | 007:500 | +2    | 08:40  |
| 2.  | Aarhus GF            | 6   | 2 | 3 | 1 | 006:300 | +3    | 07:50  |
| 3.  | Vasas Budapest       | 6   | 2 | 2 | 2 | 004:500 | −1    | 06:60  |
| 4.  | Gefle IF             | 6   | 0 | 3 | 3 | 003:700 | −4    | 03:90  |

|                      | Osterreich | Danemark | Ungarn | Schweden |
| -------------------- | ---------- | -------- | ------ | -------- |
| First Vienna FC 1894 |            | 1:1      | 0:1    | 2:1      |
| Aarhus GF            | 1:2        |          | 2:0    | 0:0      |
| Vasas Budapest       | 0:0        | 0:2      |        | 1:1      |
| Gefle IF             | 1:2        | 0:0      | 0:2    |          |

### Gruppe 9
| Pl. | Verein             | Sp. | S | U | N | Tore    | Diff. | Punkte |
| --- | ------------------ | --- | - | - | - | ------- | ----- | ------ |
| 1.  | Chemnitzer FC      | 6   | 3 | 2 | 1 | 004:200 | +2    | 08:40  |
| 2.  | SK Sturm Graz      | 6   | 2 | 3 | 1 | 009:300 | +6    | 07:50  |
| 3.  | Fortuna Düsseldorf | 6   | 2 | 2 | 2 | 006:600 | ±0    | 06:60  |
| 4.  | Petrolul Ploiești  | 6   | 1 | 1 | 4 | 006:140 | −8    | 03:90  |

|                    | Deutschland Demokratische Republik 1949 | Osterreich | Deutschland Bundesrepublik | Rumänien |
| ------------------ | --------------------------------------- | ---------- | -------------------------- | -------- |
| Chemnitzer FC      |                                         | 0:0        | 2:0                        | 1:0      |
| SK Sturm Graz      | 0:0                                     |            | 0:0                        | 6:1      |
| Fortuna Düsseldorf | 2:0                                     | 1:0        |                            | 1:1      |
| Petrolul Ploiești  | 0:1                                     | 1:3        | 3:2                        |          |

### Gruppe 10
| Pl. | Verein                  | Sp. | S | U | N | Tore    | Diff. | Punkte |
| --- | ----------------------- | --- | - | - | - | ------- | ----- | ------ |
| 1.  | Bayer 05 Uerdingen      | 6   | 3 | 2 | 1 | 011:700 | +4    | 08:40  |
| 2.  | NK Olimpija Ljubljana   | 6   | 2 | 2 | 2 | 010:800 | +2    | 06:60  |
| 3.  | FC Berlin               | 6   | 2 | 1 | 3 | 007:900 | −2    | 05:70  |
| 4.  | Grasshopper Club Zürich | 6   | 2 | 1 | 3 | 010:140 | −4    | 05:70  |

|                         | Deutschland Bundesrepublik | Jugoslawien Sozialistische Föderative Republik | Deutschland Demokratische Republik 1949 | Schweiz |
| ----------------------- | -------------------------- | ---------------------------------------------- | --------------------------------------- | ------- |
| Bayer 05 Uerdingen      |                            | 2:1                                            | 3:0                                     | 2:2     |
| NK Olimpija Ljubljana   | 1:1                        |                                                | 1:0                                     | 4:1     |
| FC Berlin               | 1:2                        | 1:1                                            |                                         | 2:1     |
| Grasshopper Club Zürich | 2:1                        | 3:2                                            | 1:3                                     |         |

### Gruppe 11
| Pl. | Verein             | Sp. | S | U | N | Tore    | Diff. | Punkte |
| --- | ------------------ | --- | - | - | - | ------- | ----- | ------ |
| 1.  | Odense BK          | 6   | 2 | 4 | 0 | 012:600 | +6    | 08:40  |
| 2.  | Pirin Blagoewgrad  | 6   | 3 | 2 | 1 | 008:500 | +3    | 08:40  |
| 3.  | NK Osijek          | 6   | 2 | 1 | 3 | 009:100 | −1    | 05:70  |
| 4.  | Sportul Studențesc | 6   | 0 | 3 | 3 | 006:140 | −8    | 03:90  |

|                    | Danemark | Bulgarien 1971 | Jugoslawien Sozialistische Föderative Republik | Rumänien |
| ------------------ | -------- | -------------- | ---------------------------------------------- | -------- |
| Odense BK          |          | 2:0            | 5:1                                            | 2:2      |
| Pirin Blagoewgrad  | 1:1      |                | 2:1                                            | 2:0      |
| NK Osijek          | 0:0      | 0:2            |                                                | 3:1      |
| Sportul Studențesc | 2:2      | 1:1            | 0:4                                            |          |

## Intertoto-Cup Sieger 1990
- Neuchâtel Xamax
- FC Swarovski Tirol
- Lech Posen
- ŠK Slovan Bratislava
- Malmö FF
- GAIS Göteborg
- FC Luzern
- First Vienna FC 1894
- Chemnitzer FC
- Bayer 05 Uerdingen
- Odense BK